# Colombaud

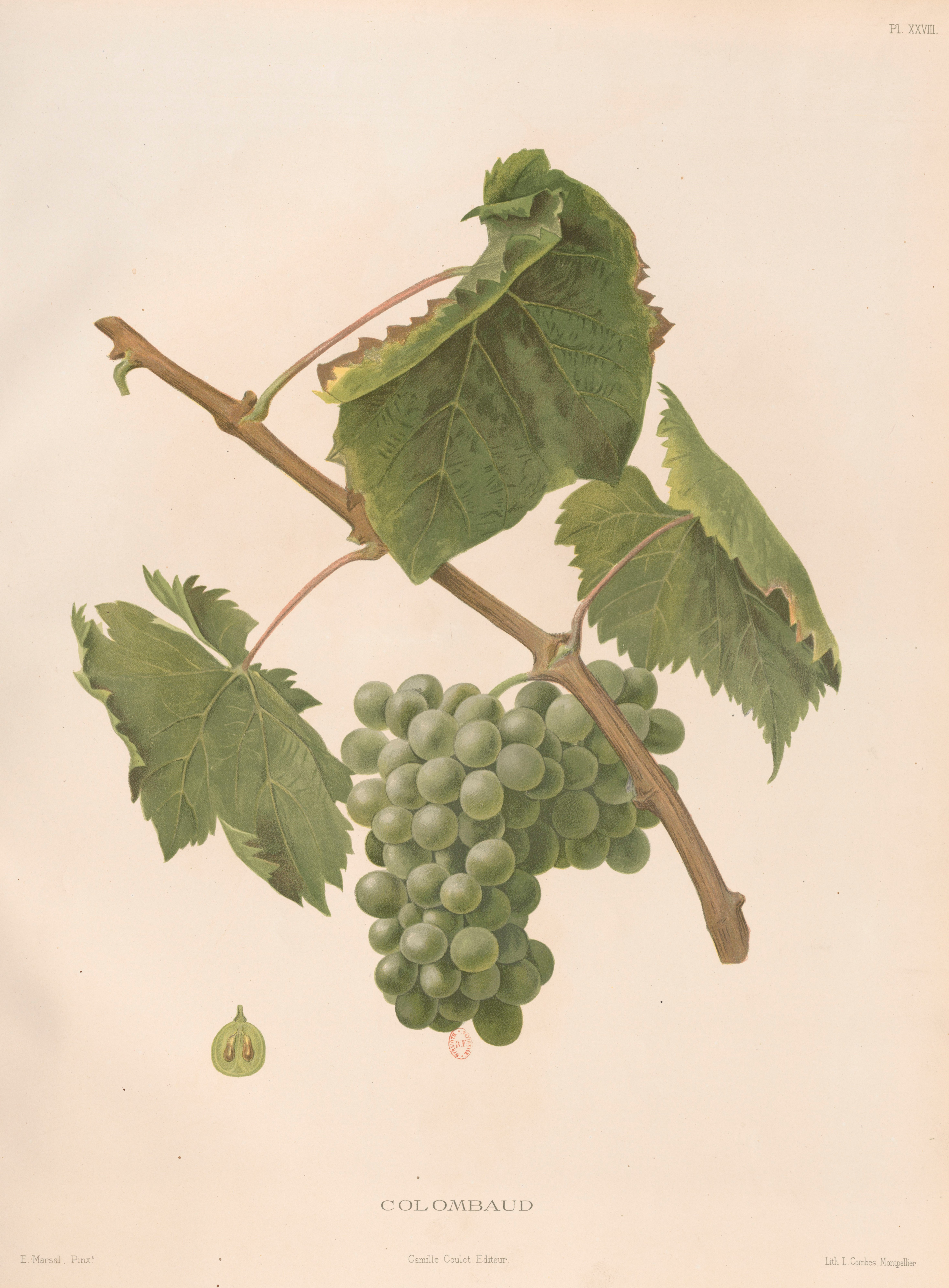
Colombaud-Lithographie.

Colombaud ist eine alte Weißweinsorte, die in der Weinbauregion Provence im Süden von Frankreich angebaut wird. Erstmals wurde die Sorte schriftlich von Pierre-Joseph Garidel in seinem 1715 erschienenen Werk Histoire des plantes qui naissent aux environs d'Aix-en-Provence erwähnt. Heute wird sie allerdings nur selten verwendet. Im Jahr 1988 wurde eine bestockte Rebfläche von nur noch 1 Hektar erhoben. Nicht zu verwechseln ist die Sorte mit der weit verbreiteten Sorte Colombard.
José Vouillamoz erkannte eine genetische Nähe der Sorte Humagne Blanche zum Colombaud, der die Vatersorte der Schweizer Rebsorte ist.
Für den Weinbau sind noch keine Klone freigegeben worden.
Siehe auch die Artikel Weinbau in Frankreich und Weinbau in Argentinien sowie die Liste von Rebsorten.

## Ampelographische Sortenmerkmale
In der Ampelographie wird der Habitus folgendermaßen beschrieben:
- Die Triebspitze ist offen. Sie ist weißwollig behaart, mit karminrotem Anflug.  Die glänzenden Jungblätter sind anfangs leicht wollig und später nur spinnwebig behaart und teilweise bronzefarben gefleckt (Anthocyanflecken)
- Die großen Blätter (siehe auch den Artikel Blattform) sind ungebuchtet oder mäßig dreilappig. Die Stielbucht ist leicht lyrenförmig offen. Der Blattrand ist stumpf gezahnt. Die Zähne sind im Vergleich zu anderen Rebsorten mittelweit gesetzt. Die Blattoberfläche (auch Spreite genannt) ist blasig derb.
- Die walzenförmige Traube ist mittelgroß und sehr dichtbeerig. Die rundlichen oder leicht ovoiden Beeren sind groß. Sie sind auch bei Vollreife von weißlicher Farbe.

Die Rebsorte Colombaud reift circa 30 Tage nach dem Gutedel und ist gilt damit für eine Rebsorte international als spät reifend. Die Sorte gilt als sehr wüchsig und war daher in der Vergangenheit auf den sehr kargen Böden bei Cassis sehr beliebt. Colombaud ist eine Varietät der Edlen Weinrebe (Vitis vinifera). Sie besitzt zwittrige Blüten und ist somit selbstfruchtend. Beim Weinbau wird der ökonomische Nachteil vermieden, keinen Ertrag liefernde, männliche Pflanzen anbauen zu müssen.
Da die Sorte sehr anfällig gegen die Grauschimmelfäule ist, wurden die Beeren vor der Vollreife geerntet. Der Weißwein ist in diesem Fall erst nach einer Lagerzeit von zwei bis drei Jahren genussreif.

## Synonyme
Die Rebsorte Colombaud ist auch unter den Namen Aubi, Aubié, Aubier, Aubier franc blanc, Blanquette, Blanquette de Lavilledieu, Bouteillan blanc (sie ist aber nicht verwandt mit der roten Sorte Bouteillan Noir), Brachet, Cérès, Coloban, Colomba, Colombeau, Cloumbeau, Couloumbaou, Couloumbat blanc, Coumbeau, Couroumbaou, Grègues, Lubaou, Mellenc, Mouilla, Poupe Saumo, Poupo Saoumo, Psalmodi blanc, Saint-Pierre und Salem bekannt.